# Marion Zinderstein
Marion Hall Zinderstein, anche nota con il cognome da sposata, ossia come Marion Jessup (6 maggio 1896 – 14 agosto 1980), è stata una tennista statunitense.
Nel corso della sua carriera ha vinto quattro volte il torneo di doppio femminile agli US Open, una volta quello di doppio misto e la medaglia d'argento olimpica a Parigi nel doppio misto nel 1924.